# 德輔島
德輔島（英語：Des Voeux Island）是加拿大伊麗莎白女王群島其中一個島嶼，以英國政治人物德輔命名。

## 外部連結
- Des Voeux Island in the Atlas of Canada - Toporama; Natural Resources Canada